# Le Sablon
Le Sablon (deutsch Sablon) ist ein Stadtteil von Metz im Département Moselle in der französischen Region Grand Est (bis 2015 Lothringen), der 1914 durch Eingemeindung des Großdorfs Sablon entstanden ist.

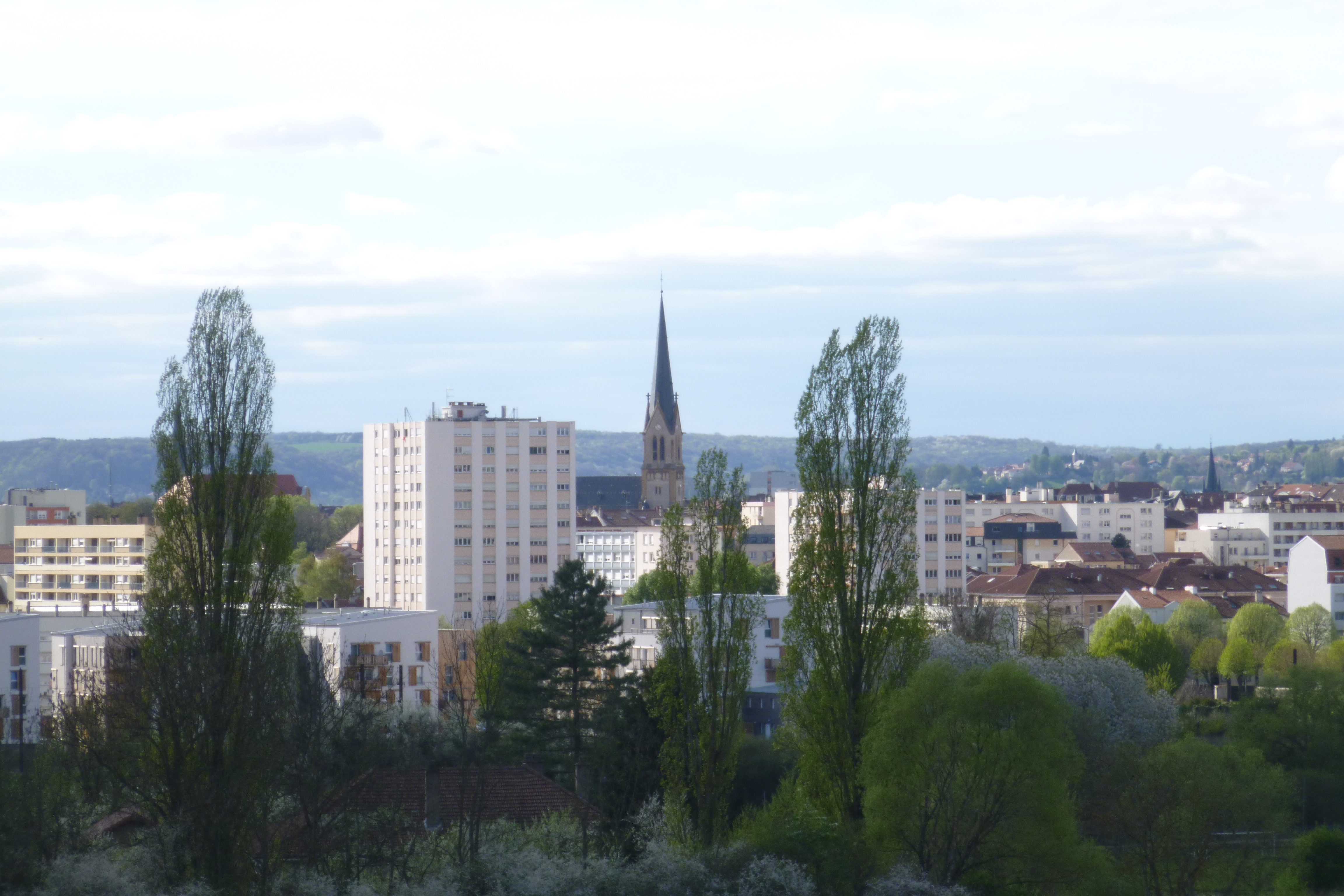
Teilansicht des Stadtteils (Aufnahme 2014)

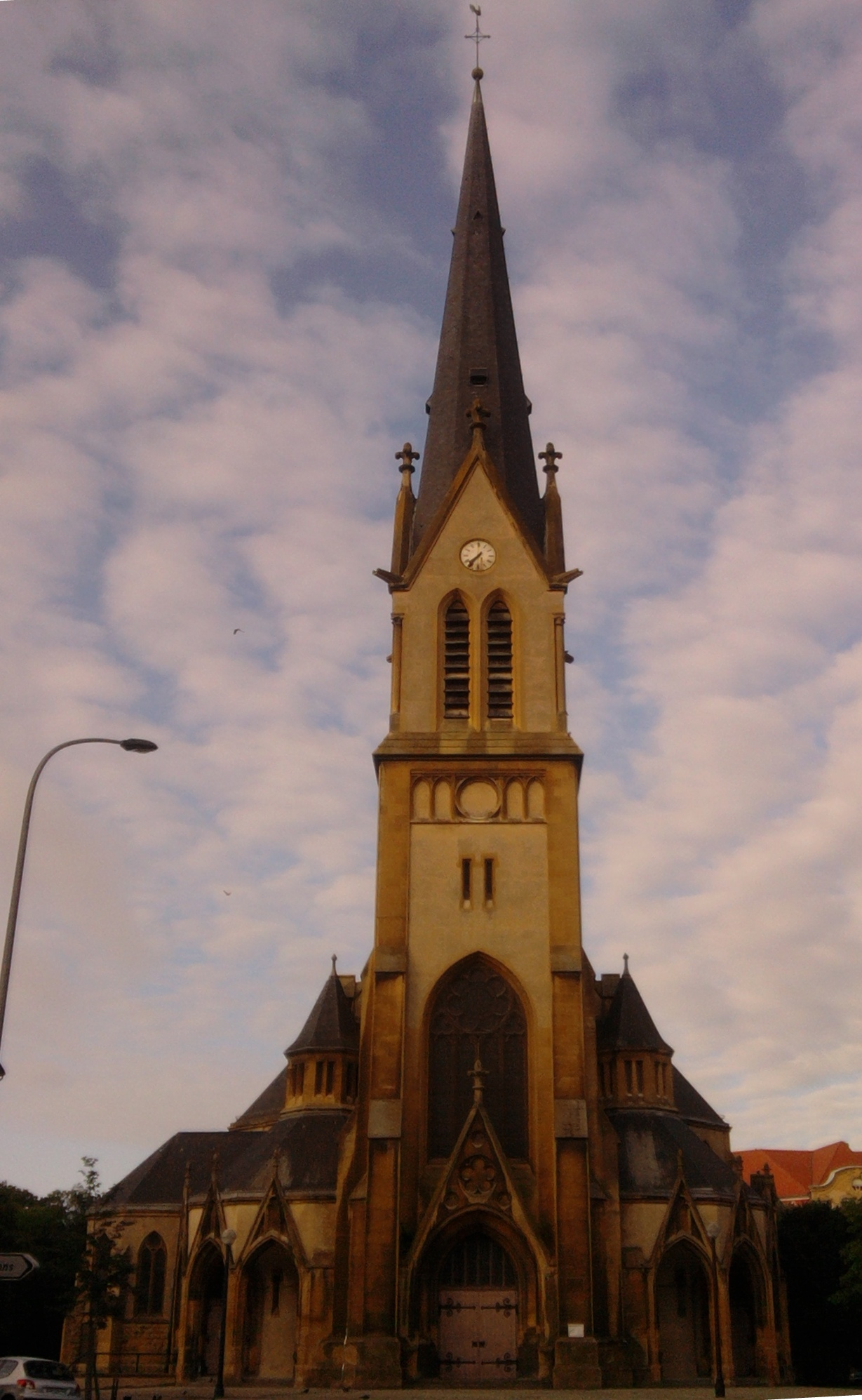
Kirche St. Fiacre

Sablon südlich von Metz auf einem Plan der Umgebung der Stadt von ca. 1900

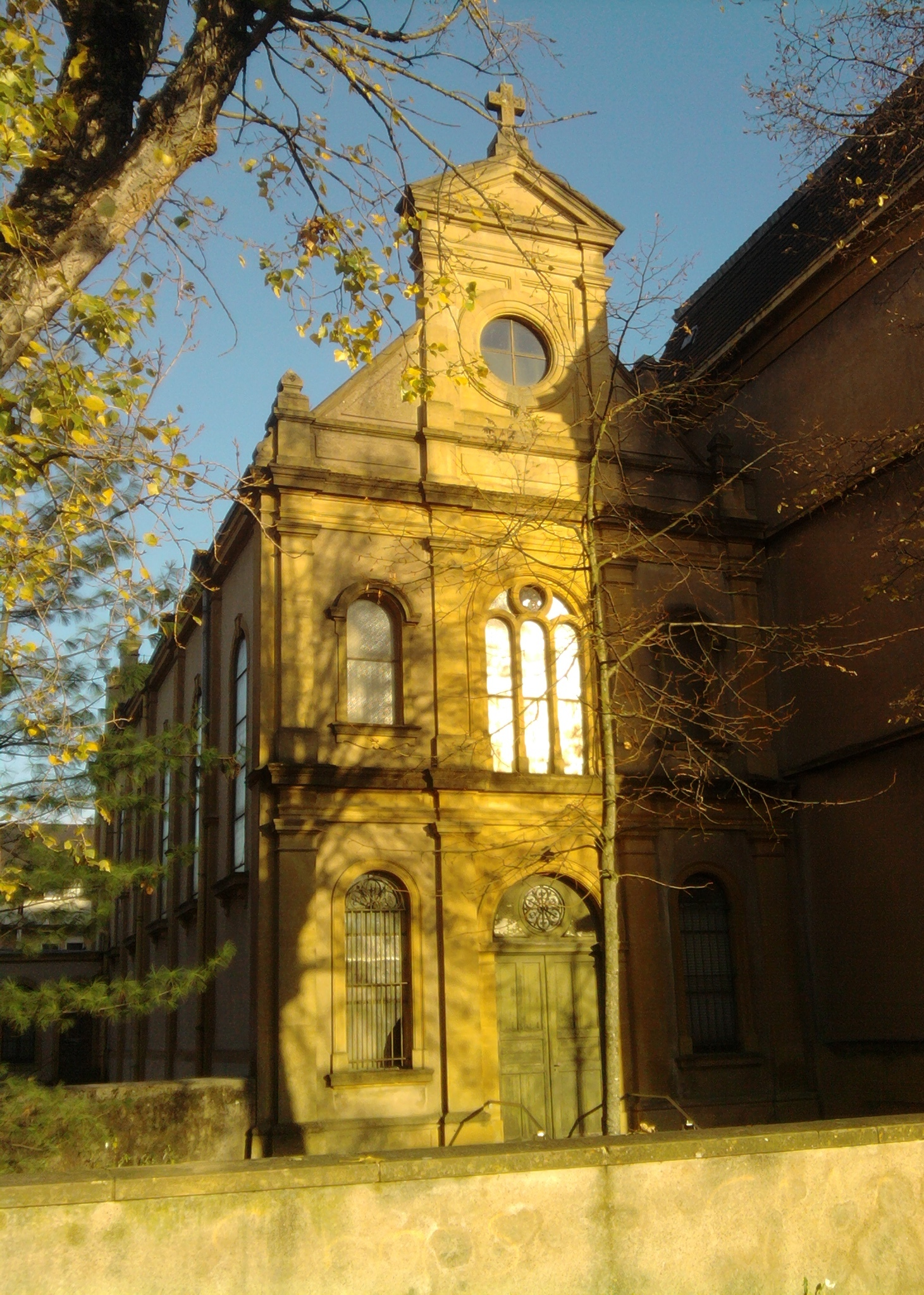
Klosterkirche St. Christiana (Aufnahme 2011)

## Geographische Lage
Der Stadtteil der Stadt Metz in Lothringen liegt etwa zweieinhalb Kilometer südlich des Stadtkerns, an der Seille, auf einer Höhe von 180 m über dem Meeresspiegel.

## Geschichte
Die Ortschaft gehörte früher dem Bistum Metz. Die Gemarkung des ehemaligen Dorfs war einst reich an altertümlicher Bausubstanz aus der Römerzeit. Auf diesem Terrain befanden sich ein Amphitheater von imposanter Größe und mit mehr als 200 Säulen aus Vogesengranit, eine Naumachie und Thermen, und es führte hier ein römisches Aquaedukt vorbei. Die Trümmer dieser kolossalen römischen Gebäude sind größtenteils bei der Erbauung der Zitadelle und der Stadtbefestigungen von Metz im 17. Jahrhundert verwendet worden. Auf der Gemarkung des früheren Dorfs sind Spuren einer gallorömischen Ansiedlung gefunden worden
Durch den Frieden von Frankfurt vom 10. Mai 1871 kam die lothringische Region, die ehemals Bestandteil des Heiligen Römischen Reichs gewesen war, an Deutschland zurück. Sablon wurde dem Landkreis Metz, Bezirk Lothringen, im Reichsland Elsaß-Lothringen des Reichs zugeordnet. Am Anfang des 20. Jahrhunderts hatte Sablon eine katholische Kirche, eine Handels- und Beamtenschule, das römisch-katholische Kloster Sankt Christiana, eine Blechwarenfabrik, eine Bierbrauerei, drei Sägewerke, Gemüsebau, und zwischen dem Ort und Metz verkehrte eine elektrische Straßenbahn. Mit dem Kloster war eine angesehene Klosterschule für Mädchen verbunden, die auch von evangelischen Schülerinnen besucht worden ist, wie Frieda von Richthofen.
Sablon wurde am 1. April 1914 nach Metz eingemeindet.
Nach dem Ersten Weltkrieg bestimmte der Versailler Vertrag die Abtretung der Region an Frankreich. Während des Zweiten Weltkriegs war die Region von der deutschen Wehrmacht besetzt. Vor Kriegsende fanden in Sablon Kampfhandlungen statt, bei denen Gebäude beschädigt wurden, unter anderem die Klosterkirche St. Christiana.

### Demographie
| Jahr | Einwohner | Anmerkungen |
| ---- | --------- | --- |
| 1793 | 158       | [ 7 ] |
| 1821 | 391       | [ 7 ] |
| 1841 | 613       | [ 7 ] |
| 1861 | 938       | [ 8 ] [ 7 ] |
| 1871 | 1039      | auf einer Fläche von 304 ha, in 214 Häusern mit 295 Familien, darunter 52 Evangelische; nach anderen Angaben 1040 Einwohner, darunter 50 Evangelische                                                           |
| 1880 | 1430      | auf einer Fläche von 305 ha mit 240 Häusern, davon 1100 Katholiken und 327 Evangelische |
| 1885 | 1690      | [ 11 ] |
| 1890 | 2112      | mit dem Militär (26 Mann), in 301 Häusern mit 505 Haushaltungen, davon 1529 Katholiken, 581 Protestanten, eine Person eines sonstigen christlichen Glaubens (eine Person ohne Angabe der Glaubensbekenntnisses) |
| 1905 | 7680      | nach anderen Angaben 7693 Einwohner |
| 1910 | 10.720    | am 1. Dezember, auf einer Fläche von 340 ha, davon 7179 Katholiken, 3436 Evangelische und 26 Juden (1180 mit französischer und 356 Einwohner mit italienischer Muttersprache)                                   |